# Turin (Iowa)
Turin – miasto w Stanach Zjednoczonych, w stanie Iowa, w hrabstwie Monona. Zgodnie ze spisem statystycznym z 2000 roku, miasto liczyło 75 mieszkańców.